# Timoradza
Timoradza (bis 1927 slowakisch „Timorádz“ oder „Timorádza“; ungarisch Timorháza – bis 1892 Timorác) ist eine Gemeinde im Westen der Slowakei mit 481 Einwohnern (Stand 31. Dezember 2024), die zum Okres Bánovce nad Bebravou, einem Teil des Trenčiansky kraj, gehört.

## Geographie
Die Gemeinde befindet sich im Nordteil des Hügellands Nitrianska pahorkatina am Übergang in das Gebirge Strážovské vrchy, im Tal der Bebrava. Das Ortszentrum liegt auf einer Höhe von 235 m n.m. und ist 12 Kilometer von Bánovce nad Bebravou entfernt.
Nachbargemeinden sind Krásna Ves im Norden, Slatina nad Bebravou im Nordosten, Trebichava im Osten, Ľutov im Südosten, Podlužany im Süden und Bobot im Westen.

## Geschichte
Auf dem Gemeindegebiet von Timoradza befand sich archäologischen Untersuchungen zufolge ein Gräberfeld der Lausitzer Kultur.
Timoradza wurde zum ersten Mal 1355 als Tymoraz schriftlich erwähnt und war Bestandteil des Herrschaftsgebiets der Burg Uhrovec. 1598 gab es eine Mühle und 25 Häuser im Ort, 1720 wohnten fünf Steuerpflichtige in Timoradza, 1784 hatte die Ortschaft 30 Häuser, 52 Familien und 210 Einwohner, 1828 zählte man 39 Häuser und 446 Einwohner, die als Landwirte in der wenig fruchtbaren Landwirtschaft beschäftigt waren, daneben auch als Nutztierhalter und Imker.
Bis 1918 gehörte der im Komitat Trentschin liegende Ort zum Königreich Ungarn und kam danach zur Tschechoslowakei beziehungsweise heute Slowakei.

## Bevölkerung
| Jahr                | 1994 | 2004    | 2014    | 2024    |
| ------------------- | ---- | ------- | ------- | ------- |
| Anzahl der Personen | 523  | 507     | 529     | 481     |
| Unterschied         |      | −3,05 % | +4,33 % | −9,07 % |

| Jahr                | 2023 | 2024    |
| ------------------- | ---- | ------- |
| Anzahl der Personen | 483  | 481     |
| Unterschied         |      | −0,41 % |

Nach der Volkszählung 2011 wohnten in Timoradza 521 Einwohner, davon 507 Slowaken, zwei Tschechen und ein Ukrainer. 11 Einwohner machten keine Angabe zur Ethnie.
243 Einwohner bekannten sich zur römisch-katholischen Kirche, 235 Einwohner zur Evangelischen Kirche A. B. und zwei Einwohner zur griechisch-katholischen Kirche; zwei Einwohner bekannten sich zu einer anderen Konfession. 21 Einwohner waren konfessionslos und bei 18 Einwohnern wurde die Konfession nicht ermittelt.

## Bauwerke und Denkmäler
- römisch-katholische Andreaskirche aus der Mitte des 13. Jahrhunderts, ursprünglich im romanischen Stil gestaltet, 1501 umgebaut